# Tylos granuliferus
Tylos granuliferus is een pissebed uit de familie Tylidae. De wetenschappelijke naam van de soort is voor het eerst geldig gepubliceerd in 1885 door Gustav Budde-Lund.